# 秋山加奈
秋山 加奈（あきやま かな、2018年6月5日 - ）は、日本の子役、モデル。スペースクラフトジュニア所属。

## 略歴
BEST KIDS AUDITION 2020でGrand Prixを受賞。このオーディションにおいてスペースクラフト担当者から「カナちゃんは、とても可愛らしいルックスで、ステージに華を添えている姿が印象的」と評価され、スペースクラフトジュニア所属となる。
2024年に放送された『チェイサーゲーム W』および『チェイサーゲームW2』では中村ゆりかが演じる林冬雨の娘「林月」を演じ、同番組のファンイベントにも出演した。

## 出演

### テレビドラマ
- やんごとなき一族 第5話（2022年5月19日、フジテレビ）深山有沙（幼少） 役 ※ 劇中スチール
- 週末はアブラカタブラ 前後編（2023年7月18日・25日、TOKYO MX）野口由美子 役
- ほんとにあった怖い話2023「滞留する痕」篇（2023年8月19日、フジテレビ）女の子 役
- らんまん 第20週 第96回 - 第100回（2023年8月14日 - 18日、NHK）槙野千歳（4歳時） 役
- 泥濘の食卓 第1話・第2話（2023年10月21日・28日、テレビ朝日）捻木深愛（幼少） 役
- チェイサーゲーム W パワハラ上司は私の元カノ（2024年1月9日 - 2月27日、テレビ東京）林月 役[3]
  - チェイサーゲームW2 美しき天女たち（2024年9月20日 - 11月8日、テレビ東京）
- 光る君へ 第28回（2024年7月21日、NHK）藤原妍子 役[4]
- Shrink〜精神科医ヨワイ〜 第3話（2024年9月14日、NHK）小山内風花（幼少期） 役
- バントマン 第3話（2024年10月26日、東海テレビ・フジテレビ）宮原菜月（幼少期） 役
- 未恋〜かくれぼっちたち〜 第5話 - 第7話・最終話（2025年2月7日 - 21日・3月14日、関西テレビ）鈴木このみ 役

### 配信ドラマ
- アクトレス 第1話・第4話・第6話・第8話（2023年4月14日・5月5日・19日・6月2日、Lemino・ひかりTV）中島奏 役[5]
- 1122 いいふうふ 第2話（2024年6月14日、Amazon Prime Video）女の子 役
- 外道の歌 第3話（2024年12月20日、DMM TV）鴨ノ目里奈 役

### 映画
- ミステリと言う勿れ（2023年9月15日、東宝）赤峰幸 役
- おまえの罪を自白しろ（2023年10月20日、松竹）美月 役

### CM
- パラマウントベッド「WELL-BEING for〜」（2025年）

### MV
- 桐谷健太「夢のまた夢」（2022年12月20日、Universal Music Japan）

### 本・雑誌
- 小学館「めばえ」レギュラーモデル（2022年度）
- 小学館「まいにちのことばずかん1500」（2022年）
- ブティック社「今編みたいニット春夏」
- 小学館「幼稚園」レギュラーモデル（2023年度 - 2024年度）
- 小学館「ぷっちぐみ」レギュラーモデル（2025年度 -）